# Romániai magyar matematikai szakirodalom
A matematikai szakirodalmat tágabb értelemben tekintjük, és idesoroljuk a csillagászati és informatikai szakirodalmat is (kivéve a műszaki és gazdasági informatikát).
A Romániában élő magyar matematikusok, csillagászok és informatikusok tudományos eredményeinek az a része, amellyel hozzájárultak e tudományterületek továbbfejlesztéséhez, többnyire valamelyik világnyelven jelent meg különböző nemzetközi szaklapokban. Ez a három tudományág természetéből fakad és magyarázatot ad arra, hogy a romániai magyar nyelvű matematikai, csillagászati és informatikai szakirodalom elsősorban ismertető, népszerűsítő és oktató céllal jelentkezett. A szakirodalmi munka intézményes kereteinek hagyományos központja pedig a nagy múltú egyetemmel rendelkező Kolozsvár, melynek hatása az ország több más központjára is kisugárzott. 1990 után Marosvásárhelyen, Nagyváradon és Csíkszeredában is működik magyar nyelvű egyetem, és kihelyezett szakok léteznek más városokban is (Szatmárnémeti, Sepsiszentgyörgy, Székelyudvarhely, Gyergyószentmiklós, Kézdivásárhely, Nagyenyed). 1989 előtt a népszerűsítő, utána pedig inkább az oktató jelleg erősebb.

## Az első világháború előtt
A matematikai és csillagászati kutatások 1919 előtt mindenképp a kolozsvári egyetemhez köthetők, kivételt képeznek ez alól az egyetem létesítése előtt élt matematikusok kutatásai (Sipos Pál, Bolyai Farkas és Bolyai János). Az egyetem kezdetben nehézségekkel küzdött, de három évtized alatt a matematikai kutatások fontos központjává vált. Világhírű tanárai közül jó néhánynak a neve ma sem hiányozhat a mindenkori matematikatanításból sehol a világon (pl. Riesz Frigyes, Fejér Lipót, Haar Alfréd, Farkas Gyula). Magyar nyelvű nyomtatott szakkönyveik, kézírásos egyetemi jegyzeteik egy része ma is megtalálható a kolozsvári egyetem matematikai szakkönyvtárában, és digitalizált formában is elérhetők.

## A két világháború között
Az első világháború után az erdélyi magyarság egyetem nélkül maradt, még tanárképzőt sem sikerült működtetniük a hatóságok tiltása miatt. A 30-as években Antal Márk tart sokoldalú, egyetemi szintű matematikai előadásokat. Ezek azonban kéziratban maradtak, róluk csak Kleinné Sohr Anna és Teofil T. Vescan Antal Márk, a matematikuspedagógus c. tanulmánya ad pontos képet az Antal Márk Emlékkönyvben (Kv. 1943). Az új alapok letételének áldozatos munkája magyar nyelvű középiskolai tankönyvek szerzőire hárult. Ezek közül kiemelendő Deák Ferenc három munkája, a Síkháromszögtan (1933), Az algebra elemei (1936) és Csillagászattan (1931), valamint Dóczy Ferenc számtani, mennyiségtani és mértani tankönyve (1931–36).
1940-ben a magyar egyetemmel együtt Kolozsvárra visszatért Szőkefalvi Nagy Gyula s vele együtt Dávid Lajos, Borbély Samu, Fejes László és a csillagász Dezső Lóránt vette kézbe a magyar nyelvű matematikai és csillagászati szakirodalom megszervezését, s eredményeik befolyást gyakoroltak a későbbi időszakra is: így Dezső Lóránt egy a budapesti Csillagászati Lapokban megjelent cikke a kolozsvári csillagvizsgálóról (1943), amely fő forrása a Romániában e tárgykörből fogant kismonográfiának, továbbá Szőkefalvi Nagy Gyula A geometriai szerkesztések elmélete (Kv. 1943) és Dávid Lajos Bolyai-geometria az Appendix alapján (Kv. 1944) c. művei.

## 1945 és 1989 között
A helyben maradt kolozsvári magyar egyetem, 1945-től Bolyai Tudományegyetem Matematikai Intézetének magas szintű megszervezésével elsősorban Borbély Samu és Gáspár Gyula szerzett elévülhetetlen érdemeket. A fiatalok olyan szellemi potenciálja formálódott itt ki, amely képes volt későbbi különböző hatások termékeny befogadásával magas szintű tudományos kutatásra. Az ebben az időszakban később matematikus kutatóvá vált tanítványok időrendi sorrendben: Ney András, Kiss Árpád, Tóth Imre, Maurer Gyula, Hamburg Péter, Jankó Béla, Bernád Ágnes (Vescan Ágnes), Bitay László, Gottlieb János, Singer Iván, Márton Gyárfás, Kalik Károly, Kiss Elemér, Lőrinczi Gyula, Orbán Béla, Páter Zoltán. E gárda munkássága, felerősödve az 50-es évektől kezdve a tudományos életbe bekapcsolódó Gergely Jenő, a Temesvárról Kolozsvárra települt Radó Ferenc, a Marosvásárhelyről Kolozsvárra költözött matematika-történész T. Tóth Sándor és Kiss Ernő, a gazdasági matematikával már korábban foglalkozó Cseke Vilmos és a Temesvárhoz hű maradt Neumann Mária geométer munkásságával jelenti a kiindulópontját annak, amit a II. világháború utáni romániai magyar matematikai életnek és szakirodalomnak nevezünk.
1945 után fontosabb kutatási irányok a következő területeken alakultak ki: algebra és számelmélet; geometria; topológia és tág értelemben vett matematikai analízis; valószínűségszámítás, alkalmazott matematika és számítástechnika; matematikatörténet; matematikai oktatástan; a csillagászat terén napfizikai kutatások (Dezső Lóránt) és az égi mechanika keretében az aszteroidák, kettős csillagok és mesterséges holdak mozgáselmélete (Pál Árpád).
A Bolyai Tudományegyetemen a megjelenés időrendi sorrendjében Borbély Samu, Cseke Vilmos, Pick György, Gergely Jenő, Radó Ferenc, Maurer Gyula, Kiss Árpád, Szilágyi Pál litografált egyetemi jegyzetei (1947–1957) könnyítették meg a diákok tanulmányait. Már a Babeş-Bolyai Egyetem sokszorosítójában jelent meg Kása Zoltán számítástechnikai jegyzete (1980).

### A Bolyaiak emlékének ápolása
Sajátos erdélyi feladatként vállalta ez a szakirodalom a Bolyaiak emlékének ápolását. A 150. születési évforduló adott alkalmat arra, hogy a Bolyai Tudományegyetem gondozásában megjelenjék a Bolyai János élete és műve c. gyűjteményes kötet (1953), melyben életrajzi, tudománytörténeti és filozófiai tanulmányok mellett két magas szintű matematikai tanulmány látott napvilágot: V. F. Kagan A nemeuklidészi geometria felépítése Lobacsevszkijnél, Gaussnál és Bolyainál Cseke Vilmos fordításában és Gergely Jenőtől A nemeuklidészi geometria ismertetése Bolyai Appendixe nyomán. Tóth Imre román nyelvű Appendix-fordítása (1954) és a két nyelven tőle megjelent Bolyai János c. füzet után (1955) kis emlékkönyv jelent meg Marosvásárhelyen Bolyai Farkas halálának 100. évfordulója alkalmából is (1956). E tárgykörre tér vissza Weszely Tibor a matematikus Bolyai Farkasról (1974) és a Bolyai-Lobacsevszkij geometria modelljeiről (1975) írott köteteivel. Közben Temesvárt is igényes tanulmánykötet jelent meg az Appendix 31 paragrafusának bemutatásával és a modern fizika geometrizálásának tárgyalásával Neumann Mária, Salló Ervin és Toró Tibor tollából A semmiből egy új világot teremtettem... címmel (1974).

### Kiadványok
A matematikai és csillagászati Erdélyben kezdetben csak szórványosan megjelenő kiadványai közt szerepel Hamburg Péter Matematikai játékok (1958) c. alatt az ifjúság érdeklődését a matematika felé fordító kötete s a diákságnak segítséget adó Feladatgyűjtemény középiskolai matematikai körök számára c. két kötet (1957, 1959) Cseke Vilmos, Kiss Ernő és Radó Ferenc összeállításában. Ugyancsak gyakorlati szinten tárgyalja a számelmélet alapvető tényeit Kiss Ernő A számelmélet elemei (1960), majd Cseke Vilmos és Klima Alfréd Matematika fémipari szakmunkások számára (1961) c. kötete.
Matematikai könyvek magyar nyelvű kiadása akkor vált rendszeressé, amikor a Dacia Könyvkiadó ezeknek is helyet biztosított Antenna-sorozatában. A sorozat matematikai tárgyú könyvvel indult és csillagászatival folytatódott. Itt jelent meg Maurer-Virág: A relációelmélet elemei (1972), Xántus János: Otthonunk a naprendszer (1973), Boér Lászlóné: A végtelen halmazokról (1975), Páter Zoltán: A matematikai logika alapjai (1978), Kovács Sándor-Nagy Baka György: A számítógépek operációs rendszere (1979), Maurer Gyula: Tizedes törtek és lánctörtek (1981), Kása Zoltán: Ismerkedés az informatikával (1983), Kiss Elemér: Haladványok (1984); Dáné Tibor Kálmán: A csillagászati koordináta-rendszerekről,  Kiss Ernő: A számelmélet elemei (1987), Sándor József: Geometriai egyenlőtlenségek (1988), Dezső Gábor-Lázár József: Variációszámítás a fizikában és a technikában (1988). E könyvek mellé sorolható célkitűzés és szint szempontjából Cseke Vilmos A gráfelmélet és gyakorlati alkalmazásai (1972), valamint matematikai vonatkozásai miatt Máthé Jakab és Schveiger Pál Nyelvészet és matematika (Antenna, Kolozsvár, 1977) c. munkája.
A Dacia Könyvkiadó egy másik sorozatában a matematika néhány diszciplínájának alapvető, modern szemléletű, távlatokat is nyújtó bemutatását valósították meg a szerzők, így Benkő József Bevezetés a topológiába (1975), Maurer-Virág Bevezetés a struktúrák elméletébe (1976), Balázs Márton-Kolumbán József Matematikai analízis (1978), Orbán Béla-Radó Ferenc A geometria mai szemmel (1981), Cseke Vilmos A valószínűségszámítás gyakorlati alkalmazásai, Bitay László Matematikai mozaikok (1984) c. művében. A felsorolt könyvekben eddig még kiadatlan új eredmények is megjelentek, s kétségtelenül a legrangosabban képviselik a romániai magyar matematikai szakirodalmat. Ezekhez zárkózik fel egy tudománytörténeti monográfia: Heinrich László Az első kolozsvári csillagda (1978) c. munkája, továbbá a modern szempontok szerint összeállított Matematikai Kislexikon a Kriterion kiadásában (1983), melynek szerzői: Maurer Gyula, Orbán Béla, Radó Ferenc, Szilágyi Pál, Ney András és Vincze Mária. Mivel Ney András a megjelenés előtt már elhagyta az országot (kivándorolt Izraelbe), neve nem jelenhetett meg a szerzők között.
A II. világháború után elemi és középiskolai magyar nyelvű tankönyvek románból való hű tükörfordításban jelentek meg a Tankönyvkiadó gondozásában. A tanszemélyzetnek Boér Margit Gondolkozz és számolj! c. munkája (1973) nyújtott segítséget a matematika új szemléletű oktatására való áttéréshez. Matematikai és logikai játékokkal szórakoztat Berger György Fejtörő játékok – játékos fejtörők (Kolozsvár, 1975) c. könyve, népszerű szinten tájékoztat Barabás Endre A számítógép c. kötete (1978).
Az általános, de elsősorban a középiskolai ifjúság magasabb szintű képzése szempontjából különlegesen fontos szerepet vállalt az 1953 óta Kolozsvárt megjelentetett Matematikai és Fizikai Lapok (1964-től kezdve Matematikai Lapok, majd 1997-től Matlap) c. folyóirat, mely oktatói jelentősége mellett nagyban hozzájárult egy magyar nyelvű szerzőgárda kiképzéséhez. Hasonló jellegű az 1991-től megjelenő FIRKA című ifjúsági lap amely fizikai, kémiai és informatikai ismereteket nyújt.
A matematika didaktikája, módszertana területén sok tanulmány és cikk jelent meg magyar nyelven, elsősorban a Tanügyi Újság hasábjain. A matematikának, asztronómiának és informatikának szélesebb olvasóközönséget szolgáló népszerűsítésére elsősorban a Korunk és A Hét biztosított teret, Veress Zoltán, ill. Dankanits Ádám és Ágoston Hugó szerkesztésében. Csillagászati ismeretterjesztő cikkeket az Igazságban Xántus János, a Szatmári Hírlapban Czimbalmos László közölt.

## 1990 után
Ebben az időszakban a kutatások mindhárom tudományágban kiszélesedtek, köszönhetően annak, hogy a Babeş-Bolyai Tudományegyetemen ismét beindult a magyar nyelvű oktatás (1993-tól teljes magyar nyelvű képzés folyik matematika és informatika szakon), de annak is, hogy informatika szak indult az önálló magyar nyelvű Sapientia Erdélyi Magyar Tudományegyetemen is.
Egyetemi jegyzetek és tankönyvek sokasága jelenik meg 1990 után, főleg a Kolozsvári Egyetemi Kiadó, a Scientia Kiadó és az Ábel Kiadó jóvoltából. A matematikusok, csillagászok és informatikusok a két egyetem (BBTE és Sapientia EMTE) miatt csoportosan főleg Kolozsvár, Marosvásárhely és Csíkszereda városokban élnek és dolgoznak, de más városokban is élnek (pl. Sepsiszentgyörgy, Szatmárnémeti, Temesvár, Brassó stb).
A népszerűsítő irodalom 1990 után elsorvadt, csak elvétve jelennek meg a tudományt szélesebb tömegeknek bemutató könyvek (Haurer Erik: Csillagok útján, Corvin Kiadó, 1999;  Bitay László: Mi a Bolyai-geometria, Stúdium Könyvkiadó, 2003 vagy Kónya Ádám és Kónya Éva: A csillagos ég szabad szemmel, Cimbora Alapítvány, Sepsiszentgyörgy, 2011). A tudomány népszerűsítése inkább folyóiratokban történik (Matlap, FIRKA, Korunk).
Ugyanakkor fellendültek a tudománytörténeti kutatások. Az eredmények folyóiratokban (Természet Világa, Historia Scientiarum, Korunk) és önálló kötetekben jelennek meg.
Legtöbbet ebben a témában Kiss Elemér, Weszely Tibor, Oláh-Gál Róbert, Kolumbán József, Kása Zoltán és Szenkovits Ferenc közöltek. Kiss Elemér könyve, a Matematikai kincsek Bolyai János kéziratos hagyatékából (Typotex, 1999 és 2005) fontos határköve a Bolyai-kutatásnak. Angol nyelven is megjelent.
Sorozatosan jelennek meg Kiss Sándor matematikusok (Maurer Gyula, Radó Ferenc, Weszely Tibor) életét bemutató könyvei.

## További irodalom
- Tiberiu Popovici: Matematika és gyakorlat. Korunk 1957/6.
- Maurer Gyula: Publikációs piramis. Egy tudományág sajtója. Korunk Évkönyv 1974. 217-224;
- Filep László: Magyar matematika Erdélyben a két világháború között, Magyar Tudomány, 2001/5.